# Kulturpreis der Deutschen Gesellschaft für Photographie
Der Kulturpreis der Deutschen Gesellschaft für Photographie wird von der Deutschen Gesellschaft für Photographie (DGPh) einmal jährlich seit dem Jahre 1959 für bedeutende Leistungen im Bereich der Fotografie verliehen.
Der Preis in Form einer in Gold gefassten optischen Linse wird nur an lebende Personen im Rahmen eines Festaktes übergeben. 
Die ausgezeichnete Person soll humanitär, karitativ, künstlerisch oder wissenschaftlich gewirkt haben und wird von den Mitgliedern der DGPh vorgeschlagen.

## Preisträger
- 1959: Helmut Gernsheim  und Robert Janker
- 1960: Fritz Brill[1] und Albert Renger-Patzsch
- 1961: John Eggert[2], Hilmar Pabel,  August Sander  und Gustav Wilmanns[3]
- 1962: Alfred Eisenstaedt  und Otto Steinert
- 1963: Edith Weyde
- 1964: Fritz Kempe  und Emil Schulthess
- 1965: Heinz Hajek-Halke  und Felix H. Man
- 1966: Man Ray  und Alexander Smakula
- 1967: Henri Cartier-Bresson  und Edwin H. Land
- 1968: Bruno Uhl,  Chargesheimer,  Charlotte March  und Thomas Höpker
- 1969: Herbert Bayer  und Hellmut Frieser
- 1970: Beaumont Newhall  und Leo Fritz Gruber
- 1971: Dennis Gábor  und Josef Svoboda
- 1972: Ernst Haas
- 1973: Walter Bruch,  Leopold Godowsky, Jr.  und Gotthard Wolf
- 1974: Erwin Fieger  und Willy Fleckhaus
- 1975: Suchdienst des DRK
- 1976: Rosemarie Clausen  und Regina Relang  und Liselotte Strelow
- 1977: Wesley T. Hanson  und Eberhard Klein
- 1978: Gisèle Freund
- 1979: Andor Kraszna-Krausz  und Allan Porter  und Wolf Strache
- 1980: Ludwig Bertele  und Josef A. Schmoll gen. Eisenwerth
- 1981: Harold E. Edgerton  und J. Mitchell
- 1982: Eliot Porter   und Reinhart Wolf
- 1983: Karl Pawek (posthum[4])
- 1984: Jacques-Henri Lartigue
- 1985: Bernd und Hilla Becher
- 1986: Paul K. Weimer
- 1987: Irving Penn
- 1988: William Klein
- 1989: Paul B. Gilman  und Erik Moisar  und Tadaaki Tani
- 1990: Cornell Capa  und Sue Davies  und Anna Farova
- 1991: Peter Keetman
- 1992: Evelyn Richter[5]
- 1993: Lennart Nilsson
- 1994: Christine Frisinghelli  und Manfred Willmann
- 1995: Mario Giacomelli
- 1996: Karl Lagerfeld
- 1997: David Hockney
- 1998: Andreas Feininger
- 1999: Gruppe fotoform mit Siegfried Lauterwasser,  Wolfgang Reisewitz  und Toni Schneiders
- 2000: Robert Häusser
- 2001: F. C. Gundlach
- 2002: A. D. Coleman  und Richard Misrach
- 2003: Wim Wenders  und Mogens S. Koch
- 2004: Daidō Moriyama
- 2005: Wilfried Wiegand
- 2006: Ed Ruscha
- 2007: Sarah Moon  und Robert Delpire
- 2008: Steven J. Sasson
- 2009: Wolfgang Tillmans
- 2010: Stephen Shore
- 2011: Klaus Honnef
- 2012: Manfred P. Kage
- 2013: Maryse Cordesse, Lucien Clergue, Jean-Maurice Rouquette, Michel Tournier
- 2014: Gottfried Jäger
- 2015: Trevor Paglen
- 2016: Lothar Schirmer
- 2017: Duane Michals
- 2018: Wolfgang Kemp
- 2019: Helga Paris
- 2020: Ute Eskildsen
- 2021: Artur Walther
- 2022: Hans-Michael Koetzle
- 2023: Ute und Werner Mahler
- 2024: Gerhard Steidl